# あま市立伊福小学校
あま市立伊福小学校（あましりつ いふくしょうがっこう）は、愛知県あま市にある公立小学校。

## 概要
- 校区は七宝町伊福、七宝町下之森、七宝町徳実、七宝町鷹居、七宝町鯰橋、七宝町川部（一部）であり、公立中学校の進学先はあま市立七宝中学校である[1] [2]。
- 旧・海部郡七宝町の小学校である。元々は1936年に七宝尋常高等小学校（現・七宝小学校）が現在地に統合校舎を完成した際、七宝村南部（旧・伊福村）の尋常科1・2年生のために、七宝村大字伊福字下河原127に設置された七宝尋常高等小学校南部分教場が前身である。

## 沿革
伊福小学校は1974年に七宝町立七宝小学校伊福分校が独立し、開校した小学校である。七宝小学校伊福分校以前についてはあま市立七宝小学校#沿革を参照のこと。
- 1947年（昭和22年）4月1日 - 七宝国民学校南部分教場が七宝村立七宝小学校伊福分校に改称する。1・2年生が通学する。
- 1966年（昭和41年）4月1日 - 七宝村が町制施行し、七宝町となる。七宝村立七宝小学校伊福分校に改称する。
- 1974年（昭和49年）
  - 4月1日 - 七宝町立七宝小学校から独立し、七宝町立伊福小学校として開校する。校地校舎は伊福分校の建物を使用せず、七宝小学校伊福分校の隣接地に校舎（鉄筋コンクリート造3階建。現在の北館）を新築する。
  - 7月 - プールが完成する。
- 1976年（昭和51年）3月 - 体育館が完成する。
- 1979年（昭和54年）2月 - 管理棟が完成する。
- 2010年（平成22年）3月22日 - 七宝町、美和町、甚目寺町が合併し、あま市が発足。同時にあま市立伊福小学校に改称する。

## 交通アクセス
- 名鉄バス岩塚線【51系統・54系統】「下之森」バス停より徒歩約5分。
- あま市巡回バス南部巡回ルート「名鉄バス下之森」バス停より徒歩約5分。
- JR東海関西本線蟹江駅下車、徒歩約30分。

## 周辺施設
- 七宝総合体育館
- 津島市立高台寺小学校
- 名古屋市立明正小学校